# Killdeer, Bắc Dakota
Killdeer là một thành phố thuộc quận Dunn, tiểu bang Bắc Dakota, Hoa Kỳ. Năm 2010, dân số của nơi này là 917 người.